# Antonio Veretti
Antonio Veretti (Verona, 20 febbraio 1900 – Roma, 12 luglio 1978) è stato un compositore italiano.

## Biografia
Studiò al Conservatorio Giovanni Battista Martini di Bologna, dove fu allievo di Franco Alfano, e si diplomò in composizione nel 1921. Amico di Riccardo Bacchelli, che fu anche autore di alcuni libretti delle sue opere, frequentò l'ambiente letterario che gravitava attorno alla rivista La Ronda.
Veretti iniziò a comporre a Milano nel 1926, quando era critico musicale per La fiera letteraria e, al contempo, attivo divulgatore della musica contemporanea in Italia. A Roma fondò il Conservatorio Musicale della Gioventù Italiana, dove insegnò fino al 1943. In seguito fu direttore del Conservatorio di Pesaro (1950-1952), di Cagliari (1953-1955) e infine del Conservatorio Luigi Cherubini di Firenze nel periodo 1956-1970. Fu membro dell'Accademia di S. Cecilia e dell'Accademia Filarmonica a Roma, dell'Accademia Filarmonica di Bologna e presidente dell'Accademia Luigi Cherubini di Firenze. Scrisse anche musica da film.
Le sue musiche rappresentarono per molto tempo l’avanguardia della produzione italiana, sia dal punto di vista stilistico (con il superamento del verismo e la riscoperta di repertori pre-ottocenteschi) sia metodologico (con il progressivo accettare delle novità della Seconda Scuola di Vienna, fino all’accettazione definitiva della dodecafonia e del serialismo post-weberniano) sia formale (nel teatro musicale rifiutò i numeri tradizionali introducendo forme proprie della musica strumentale, su esempi che partivano dai risultati di Alban Berg).

## Fonti

### Autografi
Gli autografi della quasi totalità delle composizioni di Veretti sono conservati all'Archivio Ricordi di Milano.

#### Il Fondo Veretti
Gli abbozzi di tutti i suoi lavori (anche gli incompiuti) sono nel Fondo Veretti della Scuola di Musica di Fiesole. Il fondo fu donato dalla moglie Ines all'amico e collega di Veretti Piero Farulli già a partire dal 1978, con un'ultima donazione nel 2005. Dapprima conservato in molti ambienti di Villa La Torraccia, dal 1999 il fondo è stato riunito e catalogato nella biblioteca della Scuola. Nonostante 30 pezzi siano rimasti al Conservatorio di Firenze, si può dire che il fondo ha conservato la sua interezza, e contiene tutto l'archivio personale e la biblioteca del compositore. Complessivamente vi si contano 44 autografi (molti abbozzi) di composizioni di Veretti, 41 partiture stampate (soprattutto da Ricordi) di sue opere, 178 spartiti e manoscritti musicali di altri autori (di tutte le epoche, ma in special modo di autori suoi contemporanei), 184 partiturine da studio (con musiche che spaziano da Haydn a Boulez), e quasi 300 monografie di argomento musicale (che parlano di una infinità di argomenti, dall'acustica alla teoria armonica), teatrale, letterario e poetico. Il materiale d’archivio comprende carteggi, biglietti, fotocopie, minute di articoli di e su Veretti (aggiunti anche dopo la sua morte), programmi di sala, onorificenze, note illustrative sulle sue composizioni, anche in lingua straniera, foto personali e di rappresentazioni di sue opere, bozzetti e scenografie. Il fondo è consultabile sull'OPAC della Scuola di Musica di Fiesole, aderente al Sistema Documantale Integrato dell'Area Fiorentina (SDIAF).

### Stampe
Veretti ha pubblicato quasi esclusivamente con Ricordi, con occasionali collaborazioni con Suvini Zerboni. La maggior parte delle prime edizioni si trova alla Biblioteca Nazionale Centrale di Firenze, seguono l'Accademia di Santa Cecilia a Roma, i conservatori di Milano e Cagliari e la Fondazione Levi di Venezia.

## Lettere
Gran parte delle lettere che Veretti spedì al suo editore Ricordi sono all'Archivio Ricordi di Milano, e molte altre si trovano nel Fondo Veretti della Scuola di Musica di Fiesole.

## Opere (selezione)
Veretti compose musica teatrale, vocale-strumentale e strumentale. Fra le composizioni principali:

### Musica strumentale o vocale-strumentale
- Trio per pianoforte, flauto e violino (1919)
- Tre poemi biblici per canto e pianoforte (1921)
- Sonata come una Fantasia per violoncello e pianoforte (1922)
- Toccata per pianoforte (1923)
- Duo strumentale per violino e pianoforte (1925)
- Sonata in fa per violoncello e pianoforte (1926)
- Partita per pianoforte, (1926)
- Sei Stornelli (1926)
- Rispetto e canzonetta
- Madrigale e Ballata: Due canti del Tasso (1928)
- Pascoliana, per canto e pianoforte (1929)
- Sinfonia italiana per orchestra (1929)
- Suite in do, per orchestra (1934-36)
- Sinfonia epica, per orchestra (1939)
- Divertimento, per clavicembalo e 6 strumenti (1939)
- Quattro Cori (1939)
- Sinfonia sacra, per coro maschile e orchestra, su testi biblici (1943-46)
- Bicinia per violino e viola (1975)

### Teatro musicale

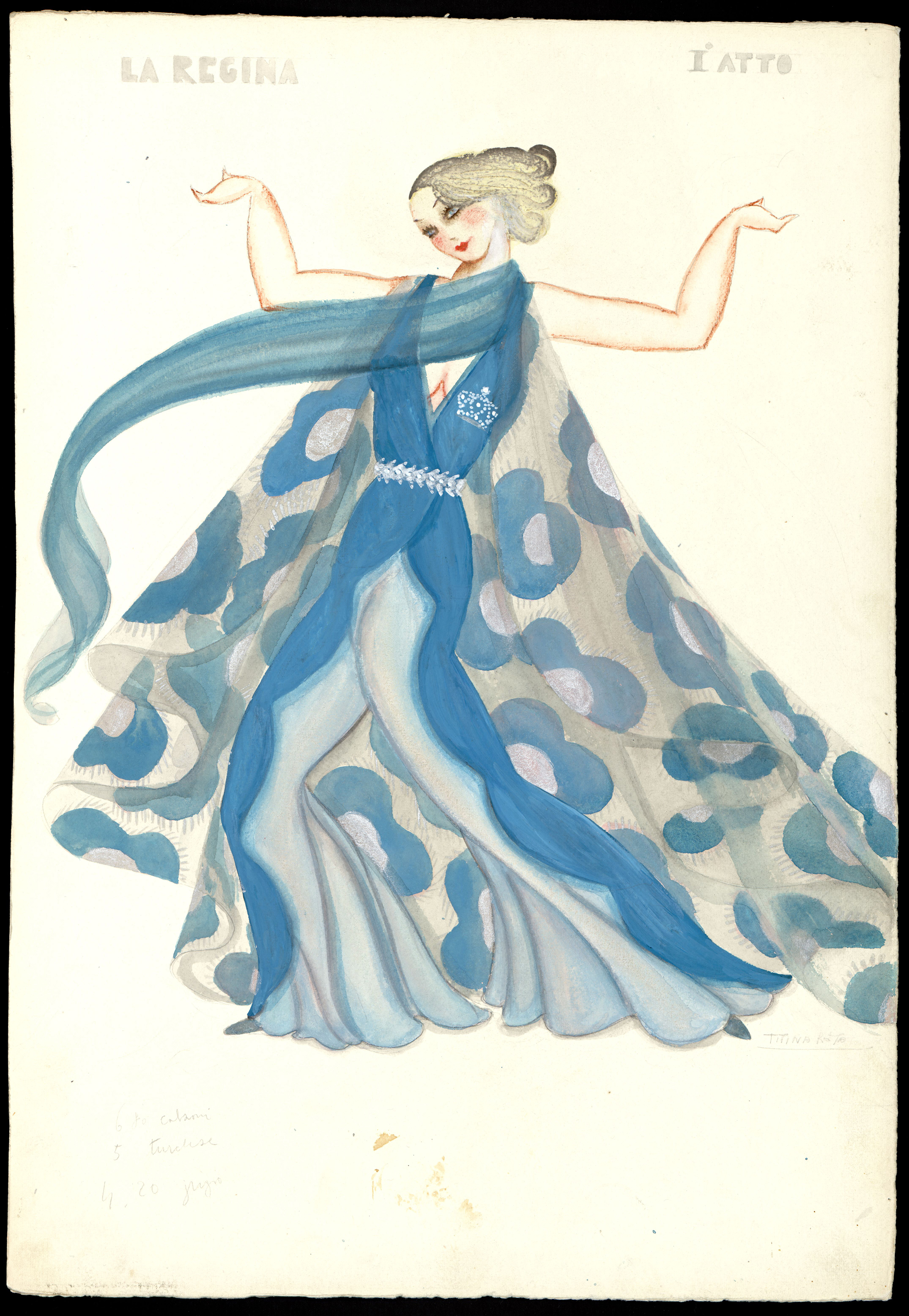
La Regina, figurino per Il favorito del Re atto 1 (1932). Archivio Storico Ricordi

- Il medico volante, farsa in tre atti su testo di Riccardo Bacchelli (1923)
- Il favorito del Re, opera comica in tre atti e quattro quadri su testo di Arturo Rossato (prima rappresentazione: Milano, 1932)
- Il galante tiratore, azione coreografica di Riccardo Bacchelli (prima rappresentazione: Roma, 1933)
- Una favola di Andersen, azione mimo-sinfonica su libretto dello stesso Veretti (Venezia 1934)
- Il figliuol prodigo, oratorio per soli, coro e orchestra (1942)
- Burlesca, opera-balletto in un atto, in tre quadri e due intermezzi (da una novella delle Mille e una notte, rifacimento del Favorito del Re, 1942-45)
- I sette peccati capitali, balletto (1956)

### Musica per film
- Le scarpe al sole, film del 1935 diretto da Marco Elter.
- Regina della Scala, film del 1936 diretto da Guido Salvini e Camillo Mastrocinque.
- Lo squadrone bianco, film del 1936 diretto da Augusto Genina.
- Orgoglio film del 1938, diretto da Marco Elter.
- La conquista dell'aria, film del 1939 diretto da Romolo Marcellini.
- Inferno giallo, film del 1942 diretto da Géza von Radványi.
- Bengasi, film del 1942 diretto da Augusto Genina.
- L'assedio dell'Alcazar, film del 1940 diretto da Augusto Genina.
- Cielo sulla palude, film del 1949 diretto da Augusto Genina
- L'edera, film del 1950 diretto da Augusto Genina.
- Maddalena, film del 1954 diretto da Augusto Genina.

## Discografia
| datazione           | titolo                                                                        | direttore          | ensemble                                           | etichetta | note |
| ------------------- | ----------------------------------------------------------------------------- | ------------------ | -------------------------------------------------- | --- | --- |
| 1954                | Canzone degli spazzacamini                                                    | Renata Cortiglioni | Coro di voci bianche dell'ARCUM                    | Istituto Centrale per i Beni Sonori e Audiovisivi                                                                                | Registrazione riversata in CD dall'Istituto nel 2007 con molti altri pezzi per coro eseguiti dagli stessi interpreti                                            |
| 1960                | Burlesca                                                                      | Massimo Freccia    | RAI Milano                                         | nastro per archivio interno della RAI, riversato su Compact Disc dall'Istituto Centrale per i Beni Sonori e Audiovisivi nel 1997 | Registrato negli sudi RAI di Milano il 23 giugno 1960 |
| 1962                | Sinfonia sacra                                                                | Mario Rossi        | RAI Roma                                           | nastro per archivio interno della RAI                                                                                            | Registrato con un quartetto per voci di Giovanni Paisiello il 22 marzo 1962                                                                                     |
| 1964                | I sette peccati                                                               | Rudolf Albert      | RAI Milano                                         | nastro registrato da una trasmissione radiofonica                                                                                | Trasmissione del 14 gennaio 1964 |
| 1965 (data incerta) | Sinfonia sacra                                                                | Nino Sanzogno      | RAI Torino                                         | nastro per archivio interno del Maggio Musicale Fiorentino                                                                       | Registrato con il Piccolo concerto per Muriel Couvreu di Luigi Dallapiccola (pianista Gino Gorini)                                                              |
| 1965                | Una favola di Andersen                                                        | Luigi Colonna      | orchestra sconosciuta                              | registrazione non inclusa in nessun repertorio                                                                                   | Compare nel catalogo del collezionista Orfeo Vedovo |
| 1966                | Prière pour demander une étoile                                               | Nino Antonellini   | Coro da camera della RAI                           | Fabbri Editori (collana La musica moderna)                                                                                       | Registrato con Lettura di Michelangelo di Roman Vlad e con musica sacra di Giorgio Federico Ghedini nella Basilica di San Domenico di Siena il 5 settembre 1966 |
| 1967 (data incerta) | Sonata per violino e pianoforte (dedicata a una figlia immaginaria)           |                    | Delia Pizzardi (pianoforte), Bruno Salvi (violino) | Fabbri Editori (collana La musica moderna)                                                                                       | Registrazione inclusa nel disco precedente |
| 1986                | Canzone degli spazzacamini                                                    | Paolo Lucci        | Coro di voci bianche dell'ARCUM                    | Istituto Centrale per i Beni Sonori e Audiovisivi                                                                                | Registrato per l'Istituto nel 1986 con molte altre opere per coro a cappella                                                                                    |
| 1993                | Benedetto sia 'l giorno                                                       | Bernardino Streito | Corale polifonica Valchiusella                     | Pro Civitate Christiana | Registrato con molti altri pezzi corali sacri nella Chiesa parrocchiale di Trausella (Torino) nel giugno e nel settembre 1993                                   |
| 2015                | Preludio accademico Canzone in memoria di Arcangelo Corelli Rondò popolaresco |                    | Pietro Bernasconi (organo)                         | Elegia | Disco registrato a Vercelli, insieme a musiche per organo (o trascritte per organo) composte da Antonio Bazzini, Amilcare Ponchielli, Mario Pilati, Nino Rota   |